# 二十埠河
二十埠河，又名龙塘河，有时简写为廿埠河，是安徽省合肥市东部的一条河流，为南淝河主要支流之一。二十埠河发源于瑶海区三十头街道南部，经过合肥东城的多个工业区后于肥东县撮镇和尚口注入南淝河，长33公里，流域面积144平方公里。沿河有天水公园、瑶海湾湿地公园、华盛公园、龙栖地湿地公园等。